# Lijst van interlands Tsjecho-Slowaaks voetbalelftal 1940-1949
Deze pagina toont een chronologisch en gedetailleerd overzicht van de interlands die het Tsjecho-Slowaaks voetbalelftal heeft gespeeld in de periode 1940 – 1949.

## Interlands

### 1940
Geen interlands gespeeld.

### 1941
Geen interlands gespeeld.

### 1942
Geen interlands gespeeld.

### 1943
Geen interlands gespeeld.

### 1944
Geen interlands gespeeld.

### 1945
Geen interlands gespeeld.

### 1946
|                                                                      |                                           |       |                   |                                                                                                  |
| 7 april Vriendschappelijk № 136 «onderlinge duels» 15:00 uur (UTC+1) | Frankrijk                                 | 3 – 0 | Tsjecho-Slowakije | Stade olympique Yves-du-Manoir, Colombes Toeschouwers: 52.242 Scheidsrechter: Eugen Scherz (SUI) |
| 7 april Vriendschappelijk № 136 «onderlinge duels» 15:00 uur (UTC+1) | Ernest Vaast 15', 75' Oscar Heisserer 83' |       |                   | Stade olympique Yves-du-Manoir, Colombes Toeschouwers: 52.242 Scheidsrechter: Eugen Scherz (SUI) |

|                                                                    |                   |                                     |             |                                                                                 |
| 9 mei Vriendschappelijk № 137 «onderlinge duels» 17:30 uur (UTC+2) | Tsjecho-Slowakije | 0 – 2                               | Joegoslavië | Letenský Stadion, Praag Toeschouwers: 45.000 Scheidsrechter: Mika Popović (YUG) |
| 9 mei Vriendschappelijk № 137 «onderlinge duels» 17:30 uur (UTC+2) |                   | 52' Kosta Tomašević 82' Rajko Mitić |             | Letenský Stadion, Praag Toeschouwers: 45.000 Scheidsrechter: Mika Popović (YUG) |

|                                                                           |                                              |       |                      |                                                                                      |
| 14 september Vriendschappelijk № 138 «onderlinge duels» 17:00 uur (UTC+2) | Tsjecho-Slowakije                            | 3 – 2 | Zwitserland          | Letenský Stadion, Praag Toeschouwers: 47.000 Scheidsrechter: Charles Delasalle (FRA) |
| 14 september Vriendschappelijk № 138 «onderlinge duels» 17:00 uur (UTC+2) | Jan Říha 4' Miloš Klimek 53' Josef Janík 55' |       | 47', 64' Lauro Amadò | Letenský Stadion, Praag Toeschouwers: 47.000 Scheidsrechter: Charles Delasalle (FRA) |

|                                                                           |                                                         |       |                                        |                                                                               |
| 29 september Vriendschappelijk № 139 «onderlinge duels» 15:00 uur (UTC+1) | Joegoslavië                                             | 4 – 2 | Tsjecho-Slowakije                      | Stadion CDJA, Belgrado Toeschouwers: 30.000 Scheidsrechter: Jan Roskota (TCH) |
| 29 september Vriendschappelijk № 139 «onderlinge duels» 15:00 uur (UTC+1) | Rajko Mitić 3' Frane Matošić 21', 68' Stjepan Bobek 80' |       | 1' Ferdinand Plánický 90' Miloš Klimek | Stadion CDJA, Belgrado Toeschouwers: 30.000 Scheidsrechter: Jan Roskota (TCH) |

|                                                                         |                                          |       |                                                |                                                                                 |
| 27 oktober Vriendschappelijk № 140 «onderlinge duels» 14:30 uur (UTC+1) | Oostenrijk                               | 3 – 4 | Tsjecho-Slowakije                              | Praterstadion, Wenen Toeschouwers: 56.000 Scheidsrechter: Laurent Franken (BEL) |
| 27 oktober Vriendschappelijk № 140 «onderlinge duels» 14:30 uur (UTC+1) | Franz Binder 40', 55' Franz Kaspirek 90' |       | 19', 86' Vojtech Zachar 65', 71' Jaroslav Cejp | Praterstadion, Wenen Toeschouwers: 56.000 Scheidsrechter: Laurent Franken (BEL) |

### 1947
|                                                                     |                                        |       |                   |                                                                                     |
| 11 mei Vriendschappelijk № 141 «onderlinge duels» 17:30 uur (UTC+2) | Tsjecho-Slowakije                      | 3 – 1 | Joegoslavië       | Letenský Stadion, Praag Toeschouwers: 57.000 Scheidsrechter: Nikolay Latyshev (URS) |
| 11 mei Vriendschappelijk № 141 «onderlinge duels» 17:30 uur (UTC+2) | Josef Bican 23', 89' Jaroslav Cejp 37' |       | 89' Stjepan Bobek | Letenský Stadion, Praag Toeschouwers: 57.000 Scheidsrechter: Nikolay Latyshev (URS) |

|                                                                      |                                          |       |                         |                                                                                                  |
| 20 juni Vriendschappelijk № 142 «onderlinge duels» 19:00 uur (UTC+2) | Denemarken                               | 2 – 2 | Tsjecho-Slowakije       | Københavns Idrætspark, Denemarken Toeschouwers: 42.000 Scheidsrechter: Thoralf Kristiansen (NOR) |
| 20 juni Vriendschappelijk № 142 «onderlinge duels» 19:00 uur (UTC+2) | Carl Aage Præst 14' Karl Aage Hansen 76' |       | 17', 46' Vojtech Zachar | Københavns Idrætspark, Denemarken Toeschouwers: 42.000 Scheidsrechter: Thoralf Kristiansen (NOR) |

|                                                                          |                                                                                               |       |                                               |                                                                                       |
| 31 augustus Vriendschappelijk № 143 «onderlinge duels» 17:30 uur (UTC+2) | Tsjecho-Slowakije                                                                             | 6 – 3 | Polen                                         | Letenský Stadion, Praag Toeschouwers: 44.000 Scheidsrechter: Karel van der Meer (NED) |
| 31 augustus Vriendschappelijk № 143 «onderlinge duels» 17:30 uur (UTC+2) | Josef Bican 35', 48' Ladislao Kubala 55' Josef Ludl 73' Jaroslav Cejp 83' Ladislao Kubala 88' |       | 68' Tadeusz Hogendorf 79', 81' Gerard Cieślik | Letenský Stadion, Praag Toeschouwers: 44.000 Scheidsrechter: Karel van der Meer (NED) |

|                                                                           |                                           |       |                                                                                          |                                                                                             |
| 21 september Vriendschappelijk № 144 «onderlinge duels» 16:30 uur (UTC+2) | Roemenië                                  | 2 – 6 | Tsjecho-Slowakije                                                                        | Giuleștistadion, Boekarest Toeschouwers: 20.000 Scheidsrechter: Maksymilian Schneider (POL) |
| 21 september Vriendschappelijk № 144 «onderlinge duels» 16:30 uur (UTC+2) | Francisc Spielman 45' Ladislao Kubala 73' |       | 8' Ladislao Kubala 17', 25' Jaroslav Cejp 59' Nicolae Dumitrescu 70', 79' Gejza Šimanský | Giuleștistadion, Boekarest Toeschouwers: 20.000 Scheidsrechter: Maksymilian Schneider (POL) |

|                                                                        |                                    |       |                                      |                                                                                  |
| 5 oktober Vriendschappelijk № 145 «onderlinge duels» 15:30 uur (UTC+1) | Tsjecho-Slowakije                  | 3 – 2 | Oostenrijk                           | Letná Stadion, Praag Toeschouwers: 53.000 Scheidsrechter: Generoso Dattilo (ITA) |
| 5 oktober Vriendschappelijk № 145 «onderlinge duels» 15:30 uur (UTC+1) | Jan Říha 36', 60' Jozef Balaži 51' |       | 45' Franz Binder 66' Ernst Stojaspal | Letná Stadion, Praag Toeschouwers: 53.000 Scheidsrechter: Generoso Dattilo (ITA) |

|                                                                          |                                                                |       |                   |                                                                                      |
| 14 december Vriendschappelijk № 146 «onderlinge duels» 14:30 uur (UTC+1) | Italië                                                         | 3 – 1 | Tsjecho-Slowakije | Stadio della Vittoria, Bari Toeschouwers: 30.000 Scheidsrechter: Alois Beranek (AUT) |
| 14 december Vriendschappelijk № 146 «onderlinge duels» 14:30 uur (UTC+1) | Romeo Menti 10' Guglielmo Gabetto 58' Riccardo Carapellese 63' |       | 84' Jan Říha      | Stadio della Vittoria, Bari Toeschouwers: 30.000 Scheidsrechter: Alois Beranek (AUT) |

### 1948
|                                                                     |                                                             |       |                     |                                                                                               |
| 18 april Balkan Cup 1948 № 147 «onderlinge duels» 16:00 uur (UTC+2) | Polen                                                       | 3 – 1 | Tsjecho-Slowakije   | Wojska Polskiegostadion, Warschau Toeschouwers: 41.000 Scheidsrechter: Nikolay Latyshev (URS) |
| 18 april Balkan Cup 1948 № 147 «onderlinge duels» 16:00 uur (UTC+2) | Gerard Cieślik 7' Mieczysław Gracz 15' Henryk Spodzieja 83' |       | 58' Václav Kokštejn | Wojska Polskiegostadion, Warschau Toeschouwers: 41.000 Scheidsrechter: Nikolay Latyshev (URS) |

| |                                 |       |                     |                                                                                          |
| 23 mei Centraal-Europese Internationale Beker 1948-1953 / Balkan Cup 1948 № 148 «onderlinge duels» 18:00 uur (UTC+2) | Hongarije                       | 2 – 1 | Tsjecho-Slowakije   | Üllői úti stadion, Boedapest Toeschouwers: 32.000 Scheidsrechter: Marijan Matančić (YUG) |
| 23 mei Centraal-Europese Internationale Beker 1948-1953 / Balkan Cup 1948 № 148 «onderlinge duels» 18:00 uur (UTC+2) | Béla Egresi 16' Ferenc Deák 73' |       | 81' Julius Schubert | Üllői úti stadion, Boedapest Toeschouwers: 32.000 Scheidsrechter: Marijan Matančić (YUG) |

|                                                                      |                   |                                                            |           |                                                                                       |
| 12 juni Vriendschappelijk № 149 «onderlinge duels» 18:30 uur (UTC+2) | Tsjecho-Slowakije | 0 – 4                                                      | Frankrijk | Letenský Stadion, Praag Toeschouwers: 52.000 Scheidsrechter: Karel van der Meer (NED) |
| 12 juni Vriendschappelijk № 149 «onderlinge duels» 18:30 uur (UTC+2) |                   | 62' Albert Batteux 66', 89' Jean Baratte 74' Henri Baillot |           | Letenský Stadion, Praag Toeschouwers: 52.000 Scheidsrechter: Karel van der Meer (NED) |

|                                                                     |                                            |       |                     |                                                                                             |
| 4 juli Vriendschappelijk № 150 «onderlinge duels» 17:45 uur (UTC+2) | Roemenië                                   | 2 – 1 | Tsjecho-Slowakije   | Giuleștistadion, Boekarest Toeschouwers: 20.000 Scheidsrechter: Maksymilian Schneider (POL) |
| 4 juli Vriendschappelijk № 150 «onderlinge duels» 17:45 uur (UTC+2) | Eugen Iordache 22' Carol Bartha 90' (pen.) |       | 77' Oldřich Menclík | Giuleștistadion, Boekarest Toeschouwers: 20.000 Scheidsrechter: Maksymilian Schneider (POL) |

|                                                                        |                |       |                   |                                                                                    |
| 29 augustus Balkan Cup 1948 № 151 «onderlinge duels» 16:45 uur (UTC+2) | Bulgarije      | 1 – 0 | Tsjecho-Slowakije | Joenakstadion, Sofia Toeschouwers: 30.000 Scheidsrechter: Constantin Iliescu (ROU) |
| 29 augustus Balkan Cup 1948 № 151 «onderlinge duels» 16:45 uur (UTC+2) | Krum Milev 37' |       |                   | Joenakstadion, Sofia Toeschouwers: 30.000 Scheidsrechter: Constantin Iliescu (ROU) |

| |                            |       |                   |                                                                                    |
| 10 oktober Centraal-Europese Internationale Beker 1948-1953 № 152 «onderlinge duels» 15:00 uur (UTC+1) | Zwitserland                | 1 – 1 | Tsjecho-Slowakije | Stadion Rankhof, Bazel Toeschouwers: 22.000 Scheidsrechter: Giuseppe Carpani (ITA) |
| 10 oktober Centraal-Europese Internationale Beker 1948-1953 № 152 «onderlinge duels» 15:00 uur (UTC+1) | Hans-Peter Friedländer 25' |       | 66' Jaroslav Cejp | Stadion Rankhof, Bazel Toeschouwers: 22.000 Scheidsrechter: Giuseppe Carpani (ITA) |

| |                              |       |            |                                                                                   |
| 31 oktober Centraal-Europese Internationale Beker 1948-1953 № 153 «onderlinge duels» 14:30 (UTC+1) | Tsjecho-Slowakije            | 3 – 1 | Oostenrijk | Tehelné pole, Bratislava Toeschouwers: 31.500 Scheidsrechter: Árpád Kamarás (HUN) |
| 31 oktober Centraal-Europese Internationale Beker 1948-1953 № 153 «onderlinge duels» 14:30 (UTC+1) | Hemele 55', 66' Hlaváček 85' |       | 15' Stroh  | Tehelné pole, Bratislava Toeschouwers: 31.500 Scheidsrechter: Árpád Kamarás (HUN) |

### 1949
|                                                                       |                     |       |                                   |                                                                                        |
| 23 maart Vriendschappelijk № 154 «onderlinge duels» 16:00 uur (UTC+1) | Tsjecho-Slowakije   | 2 – 2 | Luxemburg                         | Tehelné pole, Bratislava Toeschouwers: 20.000 Scheidsrechter: Władysław Michalik (POL) |
| 23 maart Vriendschappelijk № 154 «onderlinge duels» 16:00 uur (UTC+1) | Otto Hemele 3', 71' |       | 62' Marcel Paulus 63' Léon Letsch | Tehelné pole, Bratislava Toeschouwers: 20.000 Scheidsrechter: Władysław Michalik (POL) |

| |                                                                                    |       |                                            |                                                                                        |
| 10 april Centraal-Europese Internationale Beker 1948-1953 № 155 «onderlinge duels» 17:30 uur (UTC+2) | Tsjecho-Slowakije                                                                  | 5 – 2 | Hongarije                                  | Strahovstadion, Praag Toeschouwers: 55.000 Scheidsrechter: Maksymilian Schneider (POL) |
| 10 april Centraal-Europese Internationale Beker 1948-1953 № 155 «onderlinge duels» 17:30 uur (UTC+2) | Vlastimil Preis 43' Gejza Šimanský 56' Ladislav Hlaváček 63', 66' Emil Pažický 71' |       | 61' (pen.) Ferenc Puskás 78' Ferenc Szusza | Strahovstadion, Praag Toeschouwers: 55.000 Scheidsrechter: Maksymilian Schneider (POL) |

|                                                                     |                                                         |       |                                   |                                                                                              |
| 22 mei Vriendschappelijk № 156 «onderlinge duels» 18:00 uur (UTC+2) | Tsjecho-Slowakije                                       | 3 – 2 | Roemenië                          | Stadion Československé Armády, Praag Toeschouwers: 55.000 Scheidsrechter: Andor Dorogi (HUN) |
| 22 mei Vriendschappelijk № 156 «onderlinge duels» 18:00 uur (UTC+2) | Emil Pažický 22' Vlastimil Preis 32' Gejza Šimanský 46' |       | 16' Gheorghe Vaczi 25' Ioan Lungu | Stadion Československé Armády, Praag Toeschouwers: 55.000 Scheidsrechter: Andor Dorogi (HUN) |

|                                                                          |                        |       |                                                        |                                                                                |
| 4 september Vriendschappelijk № 157 «onderlinge duels» 17:30 uur (UTC+2) | Bulgarije              | 1 – 3 | Tsjecho-Slowakije                                      | Strahovstadion, Praag Toeschouwers: 60.000 Scheidsrechter: Árpád Kamarás (HUN) |
| 4 september Vriendschappelijk № 157 «onderlinge duels» 17:30 uur (UTC+2) | Jozef Marko 62' (pen.) |       | 40' Bozhin Laskov 56' Vasil Spasov 87' Dimitar Milanov | Strahovstadion, Praag Toeschouwers: 60.000 Scheidsrechter: Árpád Kamarás (HUN) |

| |                                             |       |                    |                                                                                  |
| 25 september Centraal-Europese Internationale Beker 1948-1953 № 158 «onderlinge duels» 16:00 uur (UTC+1) | Oostenrijk                                  | 3 – 1 | Tsjecho-Slowakije  | Praterstadion, Wenen Toeschouwers: 60.000 Scheidsrechter: Giuseppe Carpani (ITA) |
| 25 september Centraal-Europese Internationale Beker 1948-1953 № 158 «onderlinge duels» 16:00 uur (UTC+1) | Karl Decker 33', 82' (pen.) Dolfi Huber 67' |       | 52' Gejza Šimanský | Praterstadion, Wenen Toeschouwers: 60.000 Scheidsrechter: Giuseppe Carpani (ITA) |

|                                                                         |                                      |       |       |                                                                                       |
| 30 oktober Vriendschappelijk № 159 «onderlinge duels» 14:30 uur (UTC+1) | Tsjecho-Slowakije                    | 2 – 0 | Polen | Stadion V.Ž.K.G., Ostrava Toeschouwers: 35.000 Scheidsrechter: Sándor Harangozó (HUN) |
| 30 oktober Vriendschappelijk № 159 «onderlinge duels» 14:30 uur (UTC+1) | Vlastimil Preis 46' Emil Pažický 67' |       |       | Stadion V.Ž.K.G., Ostrava Toeschouwers: 35.000 Scheidsrechter: Sándor Harangozó (HUN) |

|                                                                          |                        |       |                   |                                                                                                |
| 13 november Vriendschappelijk № 160 «onderlinge duels» 14:30 uur (UTC+1) | Frankrijk              | 1 – 0 | Tsjecho-Slowakije | Stade olympique Yves-du-Manoir, Colombes Toeschouwers: 38.946 Scheidsrechter: Bill Evans (ENG) |
| 13 november Vriendschappelijk № 160 «onderlinge duels» 14:30 uur (UTC+1) | Jean Baratte 8' (pen.) |       |                   | Stade olympique Yves-du-Manoir, Colombes Toeschouwers: 38.946 Scheidsrechter: Bill Evans (ENG) |

Albanië · België · Bulgarije · Denemarken · Duitsland · Engeland · Estland · Finland · Frankrijk · Griekenland · Hongarije · Ierland · IJsland · Israël · Italië · Joegoslavië · Kroatië · Letland · Litouwen · Luxemburg · Nederland · Noord-Ierland · Noorwegen · Oostenrijk · Polen · Portugal · Roemenië · Schotland · Slowakije · Spanje · Tsjecho-Slowakije · Turkije · Wales · Zweden · Zwitserland
Nationale bond · A-internationals · Bondscoaches · Statistieken · Tsjecho-Slowaaks vrouwenelftal · Tsjecho-Slowakije U16 · Tsjecho-Slowakije U17 · Tsjecho-Slowakije U18 · Tsjecho-Slowakije U21
1920 – 1929 · 
1930 – 1939 · 
1940 – 1949 · 
1950 – 1959 · 
1960 – 1969 · 
1970 – 1979 · 
1980 – 1989 · 
1990 – 1993
EK 1960 · 
EK 1976 · 
EK 1980
WK 1934 · 
WK 1938 · 
WK 1954 · 
WK 1958 · 
WK 1962 · 
WK 1970 · 
WK 1982 · 
WK 1990
OS 1920 · 
OS 1924 · 
OS 1964 · 
OS 1968 · 
OS 1980
1920 · 
1921 · 
1922 · 
1923 · 
1924 · 
1925 · 
1926 · 
1927 · 
1928 · 
1929 · 
1930 · 
1931 · 
1932 · 
1933 · 
1934 · 
1935 · 
1936 · 
1937 · 
1938 · 
1939 · 
1940 · 
1941 · 
1942 · 
1943 · 
1944 · 
1945 · 
1946 · 
1947 · 
1948 · 
1949 · 
1950 · 
1952 · 
1952 · 
1953 · 
1954 · 
1955 · 
1956 · 
1957 · 
1958 · 
1959 · 
1960 · 
1961 · 
1962 · 
1963 · 
1964 · 
1965 · 
1966 · 
1967 · 
1968 · 
1969 · 
1970 · 
1971 · 
1972 · 
1973 · 
1974 · 
1975 · 
1976 · 
1977 · 
1978 · 
1979 · 
1980 · 
1981 · 
1982 · 
1983 · 
1984 · 
1985 · 
1986 · 
1987 · 
1988 · 
1989 · 
1990 · 
1991 · 
1992 · 
1993
Albanië ·
Argentinië ·
Australië ·
België ·
Bolivia ·
Brazilië ·
Bulgarije ·
Chili ·
Colombia ·
Costa Rica ·
Cyprus ·
DDR ·
Denemarken ·
Duitsland ·
Egypte ·
Engeland ·
Faeröer ·
Finland ·
Frankrijk ·
Griekenland ·
Hongarije ·
Ierland ·
IJsland ·
Iran ·
Italië ·
Joegoslavië ·
Koeweit ·
Luxemburg ·
Malta ·
Mexico ·
Nederland ·
Noord-Ierland ·
Noorwegen ·
Oostenrijk ·
Polen ·
Portugal ·
Roemenië ·
Schotland ·
Sovjet-Unie ·
Spanje ·
Turkije ·
Uruguay ·
Verenigde Staten ·
Wales ·
Zweden ·
Zwitserland
Brazilië (1962) · 
Engeland (1982) · 
Frankrijk (1982) · 
Koeweit (1982) ·
West-Duitsland (1976)